# Dangereuse Séduction (film, 2000)
Pour les articles homonymes, voir Dangereuse Séduction.
Pour plus de détails, voir Fiche technique et Distribution.
Dangereuse Séduction (titre original : Whatever It Takes) est un film américain réalisé par David Raynr. Il est sorti en 2000.

## Synopsis
Ryan est amoureux de la fille la plus sexy du lycée, Ashley Grant. Chris, quant à lui, tente d'user de son talent de séduction pour séduire la belle et intelligente Maggie, qui lui résiste.
Le destin réunit alors ces deux jeunes garçons : Maggie est l'amie d'enfance de Ryan, et Chris n'est nul autre que le cousin d'Ashley. À l'approche du bal de promo, ils choisissent de s'aider mutuellement afin de parvenir à les conquérir. Mais ce ne sera pas simple...

## Fiche technique
- Titre : Dangereuse Séduction
- Titre original : Whatever It Takes
- Réalisation : David Raynr
- Scénario : Mark Schwahn
- Producteurs : Matt Berenson, Bill Brown, Victoria Dee, Paul Schiff (en) et Mark Schwahn
- Société de distribution : Columbia Pictures
- Pays d'origine : États-Unis
- Genre : Comédie romantique
- Durée : 92 minutes
- Date de sortie : 31 mars 2000

## Distribution
- Jodi Lyn O'Keefe (VF : Sybille Tureau) : Ashley Grant
- Shane West (VF : Xavier Béja) : Ryan Woodman
- James Franco (VF : Cédric Dumond) : Chris Campbell
- Marla Sokoloff (VF : Valérie Siclay) : Maggie Carter
- Manu Intiraymi : Dunleavy
- Aaron Paul (VF : Yann Le Madic) : Floyd
- Julia Sweeney (VF : Martine Meiraeghe) : Kate Woodman
- Kip Pardue : Harris
- Scott Vickaryous : Stu
- Colin Hanks (VF : Jérôme Berthoud) : Cosmo
- Richard Schiff : P. E. Teacher
- Christine Lakin (VF : Laura Préjean) : Sloane
- Shyla Marlin (VF : Véronique Alycia) : Shyla
- Vanessa Evigan : Vanessa
- David Koechner : Virgil Doolittle, shérif du comté
- Kevin Ruf (VF : Cyrille Monge) : le garde de sécurité de l'université
- Jay Harrington : le policier

 Source et légende : version française (VF) sur RS Doublage et selon le carton du doublage français télévisuel.
La scène où Ryan est caché et chuchote à Chris ce qu'il doit dire à Maggie rappelle la scène du balcon où Cyrano de Bergerac aide Christian à séduire Roxanne.